# Allium lamondiae
Allium lamondiae — вид рослин з родини амарилісових (Amaryllidaceae); поширений у Пакистані, Афганістані, східному Іран.

## Опис
Рослини 15–25 см заввишки. Цибулина яйцювата, 2–3 см у довжину; зовнішні оболонки брудно-коричневі. Стеблина гола. Листків 2–3, вузько циліндричні, 0.5–1.5 мм завширшки. Зонтики півсферичні. Листочки оцвітини 5–6 мм завдовжки, еліптичні, білі з червонувато-коричневими жилками. Коробочки субкулясті.

## Поширення
Поширення: Пакистан, Афганістан, східний Іран.